# Platypanchax
Platypanchax is een geslacht van straalvinnige vissen uit de familie van Poeciliidae (Levendbarende tandkarpers).

## Soort
- Platypanchax modestus (Pappenheim, 1914)